# 寺西小十郎
寺西 小十郎（てらにし こじゅうろう、1879年（明治12年）3月 - 没年不明）は、日本の地主、政治家、資産家。大阪市会議員。

## 経歴
大阪府・寺西小左衛門の長男。1890年、家督を相続する。農業を営む。町政に区会に、水利組合、区画整理に衛生、青年団、あらゆる公事公共団体のために尽くす。
大阪市会議員、東成区会議員、学務委員長、淀川用水組合議員、土地小作整理組合長、青年団長をつとめる。

## 人物
公共心に厚い。資産家である。宗教は真宗。趣味は政治、旅行、謡曲、囲碁、読書。住所は大阪府東成郡城北村荒生（のち大阪市旭区生江町）。

## 家族・親族
寺西家
寺西家は古くより生江町土着の農家で、傍ら酒造業を営む。
- 父・小左衛門[3][4] - 1889年5月31日から1892年11月25日まで城北村長をつとめる[8]。
- 継母[3]
- 姉、弟[5]
- 妻・つね（1885年 - ?、京都、石塚伊三郎の姉）[3][5]